# Маракасов, Анатолий Владимирович
Анатолий Владимирович Маракасов (1920, деревня Поповка, Вологодский район, Вологодская область — 1943, Броварский район, Киевская область) — лейтенант, Герой Советского Союза (1943, посмертно). Член КПСС.

## Биография
Родился в семье крестьянина-бедняка в деревне Поповка ныне Вологодского района Вологодской области. Окончил четырёхлетнюю Введенско-Ракулевскую начальную школу и в 1932 году переехал в Вологду для продолжения образования. В связи с тяжёлым материальным положением семьи устроился на работу в пригородный совхоз «Красная Звезда», где работал подпаском, в поле, на конюшне. В 1938 году, обучившись работе электросварщика, поступил на Вологодский паровозо-вагоноремонтный завод, где работал вплоть до Великой Отечественной войны.
В декабре 1941 года был призван в ряды Красной армии, воевал на Ленинградском фронте. Героизм Маракасова был отмечен публикацией в газете Ленинградского фронта «На страже Родины», где в рассказе об одном из боёв указывалось, в частности: «на долю Маракасова выпало девять убитых и двое пленных фашистов, а в качестве трофея — вполне исправный пулемёт». Вскоре он был принят в ряды ВЛКСМ и награждён орденом Красной Звезды и медалью «За отвагу».
В боях под Тихвином отличился при проведении разведки боем, подавив неприятельский пулемёт, за что был награждён орденом Ленина. В этом бою Маракасов был тяжело ранен и отправлен в госпиталь, где и получил заслуженную награду.
После выздоровления вернулся на службу в действующую армию. Был произведён в звание лейтенанта и назначен командиром роты, а также принят в кандидаты в члены ВКП(б)
Осенью 1943 года рота лейтенанта Маракасова участвовала в форсировании Днепра. Высадившись под огнём противника на правый берег, рота вступила в бой за расширение плацдарма, в котором понесла тяжёлые потери. В этом бою командир роты был ранен, но остался на поле боя. Во время очередной атаки он был убит.
Похоронен в деревне Староселье Броварского района Киевской области.
Звание Героя Советского Союза присвоено указом Президиума Верховного Совета СССР от 29 октября 1943 года посмертно.
В ходе строительства Киевского водохранилища в 60-х годах прошлого века захоронения бойцов Советской Армии из деревни Староселье были перенесены в село Лебедевка (Лебедивка). В течение многих лет имя Анатолия Маракасова стояло  в общем  списке перезахороненных бойцов. Но благодаря поисковой работе Александра Тышковец Анатолию Маракасову положили отдельную плиту Героя.